# Johann Bessler
 (novembre 2008).
Si vous disposez d'ouvrages ou d'articles de référence ou si vous connaissez des sites web de qualité traitant du thème abordé ici, merci de compléter l'article en donnant les références utiles à sa vérifiabilité et en les liant à la section « Notes et références ».
Johann Ernst Elias Bessler (1680 à Zittau, Allemagne - 30 novembre 1745) est un inventeur allemand. Son nom peut aussi s'écrire Beßler, selon la transcription choisie ; il est aussi connu sous le pseudonyme de Orffyre, la transcription ROT13 de Bessler, ou Orffyreus dans sa version latinisée. Horloger (et médecin) de formation, il fut l'inventeur de nombreuses machines qu'il présentait comme étant des machines à mouvement perpétuel.

## Biographie
Johann Bessler est né à Zittau en 1680, et a été baptisé le 6 mai de la même année.
Avant d'être inventeur, Bessler a été voyageur et aventurier, et a appris beaucoup de métiers artisanaux ainsi que la médecine dans divers pays d'Europe. C'est dans un cloître en Italie qu'il a eu pour la première fois l'idée de créer un mouvement perpétuel. À Prague, il a fait ses premières expériences, avec un rabbin et un jésuite.
Le 6 juin 1712, Bessler part à Gera, dans la province de Reuss, où il présente une roue, qui une fois en mouvement ne s'arrête plus de tourner. Cette première démonstration se fit dans sa maison, publiquement. La vitesse annoncée est de 50 tours par minute. Le diamètre de la roue était de 141,6 cm, son épaisseur  de 9,4 cm. 
Les habitants de Gera, peu intéressés par ses démonstrations, étaient un peu irrités par le caractère dogmatique de Bessler ; il aurait par exemple dit « J'ai trouvé le secret du mouvement éternel, et si cette roue ne fonctionne pas, on peut couper ma tête et montrer cette tête publiquement ».
Cependant, le 9 octobre 1712, la roue est examinée pour la première fois et un certificat est officiellement délivré par l'ordre de Moritz Wilhelm von Sachsen-Zeitz. Bessler propose l'invention avec son secret pour 100 000 thalers (une somme importante pour l'époque).
Après une campagne orchestrée contre lui, Bessler détruit sa roue et quitte Gera en 1713. Il s'installe à Draschwitz, près de Leipzig, où il construit une roue plus grande encore. Cette roue fait aussi 50 tours par minute et peut lever jusqu'à 18 kg. Les trois ennemis de Bessler, Gartner, Borlach et Wagner, font une nouvelle campagne et publient des imprimés contre lui. Bessler détruit une nouvelle fois sa roue et en recrée une nouvelle, plus grande, à Mersebourg, le 31 octobre 1715. Elle est examinée par ordre du duc Moritz Wilhelm de Sachsen-Mersebourg. Contrairement à la première roue, celle de Mersebourg pouvait tourner dans les deux sens : Bessler voulait ainsi montrer que son fonctionnement n'était pas dû à un mécanisme à ressort caché, ce qu'on avait d'abord supposé. Bien que cette roue n'eût pas la vitesse de la première roue et qu'elle ait eu besoin d'être lancée à la main pour tourner (contrairement à la première), d'après les observations faites à l'époque, une fois mise en mouvement, elle n'arrêtait plus de tourner.
Il s'installe ensuite dans l'État de Hesse-Cassel, où le prince Karl, landgrave de cette région, lui offre un atelier dans le château de Weissenstein. En contrepartie, le prince Karl peut observer le secret de la roue mais il n'a pas le droit de divulguer ce secret avant qu'une vente ne soit conclue. Pour voir le secret de l'invention, le landgrave doit payer 4000 thalers à Bessler. Après avoir pris connaissance du fonctionnement de la roue, le prince Karl offre sa protection et un revenu régulier à Bessler pour qu'il puisse bâtir une roue encore plus grande. Bessler habite dans le château et il y construira en 1717 une nouvelle roue, la plus grande de toutes.
Le 12 novembre 1717, après une demande de l'inventeur, la « roue de Bessler », toujours en mouvement, fut enfermée dans une salle du château dont la porte fut scellée. Bessler fit cette demande, parce que son ennemi Gartner lui demanda publiquement de tester cette roue. Un pari fut posé : si la roue n'arrêtait pas de tourner après quatre semaines et n'entrait jamais en contact avec une source d'énergie extérieure, Gartner devrait donner à Bessler 1000 thalers. Si cet essai ne fonctionnait pas, Bessler devrait payer à Garntner la même somme. Le 4 janvier 1718 après avoir constaté que le sceau était intact, on le brisa pour ouvrir la porte. La roue tournait toujours à la vitesse de 26 tours par minute après 54 jours. Un nouveau certificat officiel fut délivré. Bessler gagna son pari et les 1 000 thalers mais son invention resta contestée.
Pendant les quatre années suivantes, la roue fut examinée à de nombreuses reprises par plusieurs scientifiques, dont le professeur de mathématiques et de physique Willem Jacob 's Gravesande et le philosophe et mathématicien Gottfried Wilhelm Leibniz, le 31 octobre 1715[réf. nécessaire]. Cependant ils n'ont pas pu examiner l'intérieur de la roue, car Bessler s'y est toujours opposé.
Lorsque Willem Jacob's Gravesande examina pour la seconde fois la « roue de Bessler », il fut convaincu que cela ne pouvait être une fraude, et en déduisit que le mouvement perpétuel était réel. Mais quand il voulut examiner l'axe de la roue, où se trouvait le mécanisme, Bessler détruisit sa roue une nouvelle fois, prétendant qu'il pourrait chercher à découvrir le secret de la roue sans payer.
Le tsar de Russie Pierre le Grand se trouva soudain disposé à payer la somme demandée, mais il voulut auparavant être sûr qu'il ne s'agissait pas d'une supercherie, et c'est pourquoi il voulait se mettre en voyage. Cependant, il décéda en février 1725. 
Peu après la mort du tsar de Russie, la Royal Society d'Angleterre accepta à son tour de payer la somme demandée. On proposa de donner d'abord l'argent au landgrave Karl : il ne serait versé à Bessler qu'après une étude de Willem Jacob's Gravesande et un rapport complet sur le mécanisme de la roue. Bessler refusa cette procédure en affirmant qu'on cherchait à le tromper, et une nouvelle fois, il détruisit sa roue.
Bessler et sa machine sont ensuite tombés dans l'oubli. En 1727, il construisit une nouvelle roue, Sir Gravesande ayant promis de l'examiner à nouveau (on ne sait pas si ce réexamen a eu lieu).
Le 28 novembre 1727, la servante de Bessler, Anne Rosine Mauersbergerin affirma aux autorités que cette roue était une supercherie, qu'elle-même actionnait le mécanisme d'une pièce voisine, mais Willem Jacob's Gravesande protégea l'invention, qu'il avait vu tourner sans qu'un contact extérieur ne soit possible : il admit que Bessler n'était pas bien mentalement, mais témoigna que sa roue fonctionnait. Les accusations de fraude furent finalement officiellement rejetées.
Cela n'empêcha pas les anciens ennemis de Bessler de réitérer leurs campagnes. Peu après son arrestation à cause des accusations d'Anne Rosine Mauersbergerin, Bessler détruisit presque tous ses documents, modèles et dessins.
Le 23 mars 1730, le protecteur de Bessler, le landgrave Karl, mourut. En 1738, Bessler annonça trois autres inventions : une fontaine qui n'arrête pas de couler, un orgue qui n'arrête pas de jouer et un bateau, créé pour empêcher la noyade et pour repêcher un trésor dans une épave. Pendant les dernières années de sa vie, Bessler a fondé une association religieuse, les « Orfreaners » dans l'intention de réunir les catholiques avec les protestants. 
En 1745, il mourut d'une chute pendant la construction d'un moulin à vent à Fürstenburg. Il n'a jamais publié les plans de sa roue, mais la douairière de Bessler a publié tous les dessins et documents qu'elle a trouvés. C'est pourquoi aujourd'hui, il y a 143 dessins des brouillons de cette roue, mais pas un brouillon du principe de fonctionnement de la roue elle-même.

## La roue de Bessler

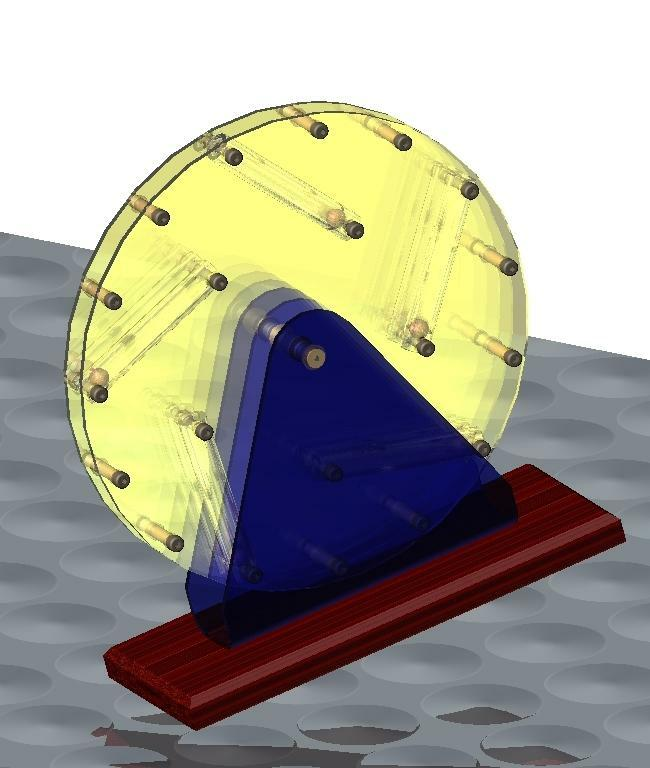
Reconstitution spéculative d'après les descriptions de l'auteur : les cinq billes se déplacent à l'intérieur des tubes provoquant ainsi un nouveau déséquilibre qui est censé entretenir le mouvement.

Bessler n'a jamais expliqué publiquement son mécanisme, disant craindre que tout le monde ne soit capable de créer sa propre roue. 
En 1719, il donne quelques indications très vagues, en deux endroits de son livre Das Triumphirende Perpetuum mobile Orffyreanum : aux pages 19-21 et aux pages 74-76 ,.
Selon lui, le mécanisme principal de sa roue est basé sur des poids, qui doivent être bien placés pour ne jamais obtenir un équilibre, ce qui permet le mouvement continu de la roue. Les observations et actes notariés de l'époque rapportent qu'aucune source d'énergie extérieure n'a été décelée. Avant, pendant et après les démonstrations de la roue de Bessler, toutes les salles ont été contrôlées. Aucun contact de la roue avec une source d'énergie extérieure n'a été constaté. Les professeurs de mathématique et physique participant à la démonstration, notamment M. s' Gravesande, ont apposé leurs signatures sur les documents.
Aujourd'hui, on sait que le fonctionnement de la roue de Bessler serait en totale contradiction avec les lois de la physique et violerait le principe de conservation de l'énergie. Plus généralement, le concept sur lequel s'appuie la roue, le « déséquilibre permanent », est en contradiction avec la définition même d'équilibre. En physique, un point d'équilibre stable est un point d'énergie minimum — un dispositif cyclique en admet nécessairement au moins un.
Depuis, d'autres roues censées être en mouvement perpétuel par simples arrangements mécaniques ont été proposées. Aucune n'a pu démontrer publiquement son efficacité, et les scientifiques s'y intéressent peu, si ce n'est à titre de curiosité historique : à l'échelle des dispositifs utilisés, les lois de la mécanique classique, excluant tout mouvement perpétuel de ce type (dit de première espèce), ont été démontrées  « au delà de tout doute raisonnable ».